# Julien Arias
Julien Arias (Marsiglia, 26 ottobre 1983) è un ex rugbista a 15 e allenatore di rugby a 15 francese, che giocava nel ruolo di tre quarti ala. Dal 2020 è il tecnico dei trequarti dello Stade français.

## Biografia
Proveniente da Marsiglia si formò rugbisticamente a Vitrolles (Bocche del Rodano) ed esordì in campionato con il Colomiers, club nel quale rimase quattro stagioni; dal 2004 allo Stade français, con la squadra parigina vinse il titolo francese nel 2007 e giunse alla finale di Heineken Cup 2004/05.

## Palmarès
- Campionati francesi: 2
Stade français: 2006-07, 2014-15
- Challenge Cup: 1
Stade français: 2016-17